# Rennsteig

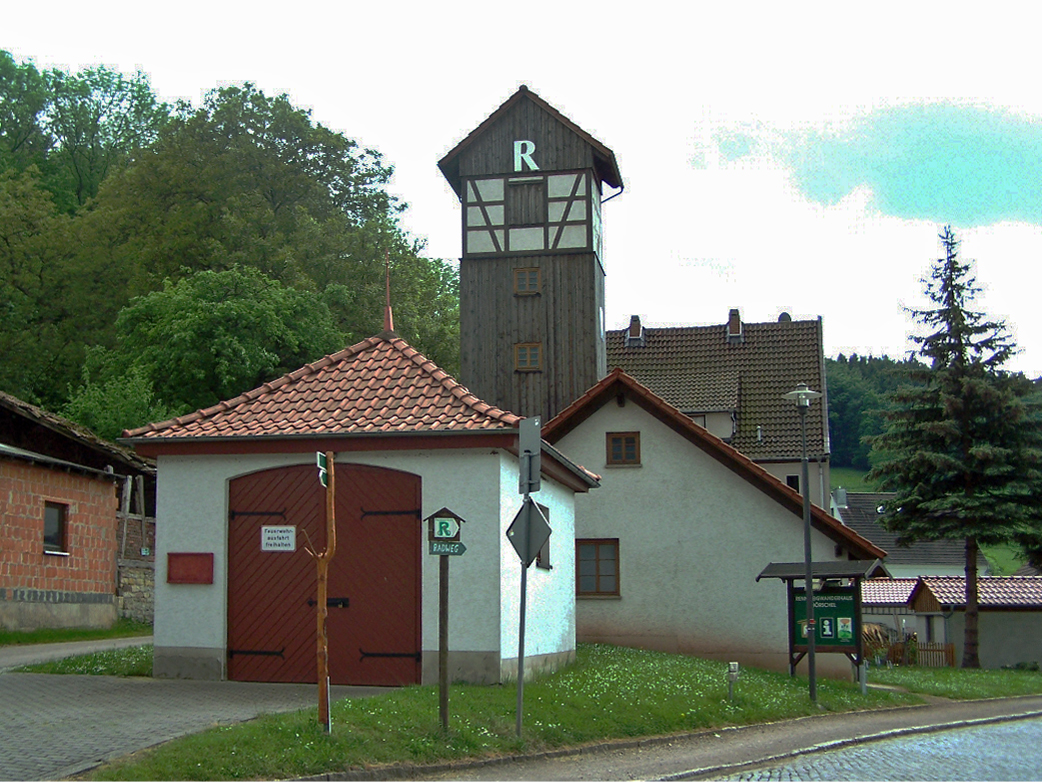
Das Rennsteig-Haus in Hörschel, unweit des Rennsteigbeginns

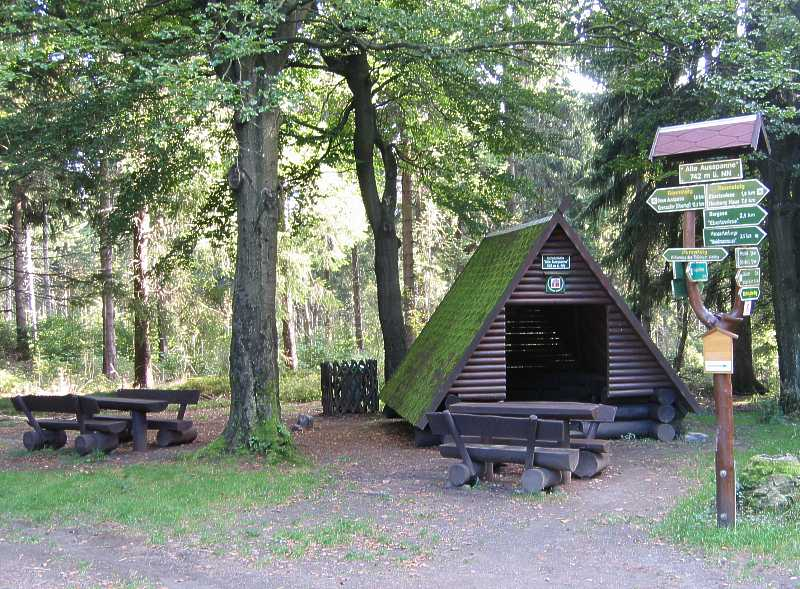
Rennsteig an der Alten Ausspanne bei Tambach-Dietharz

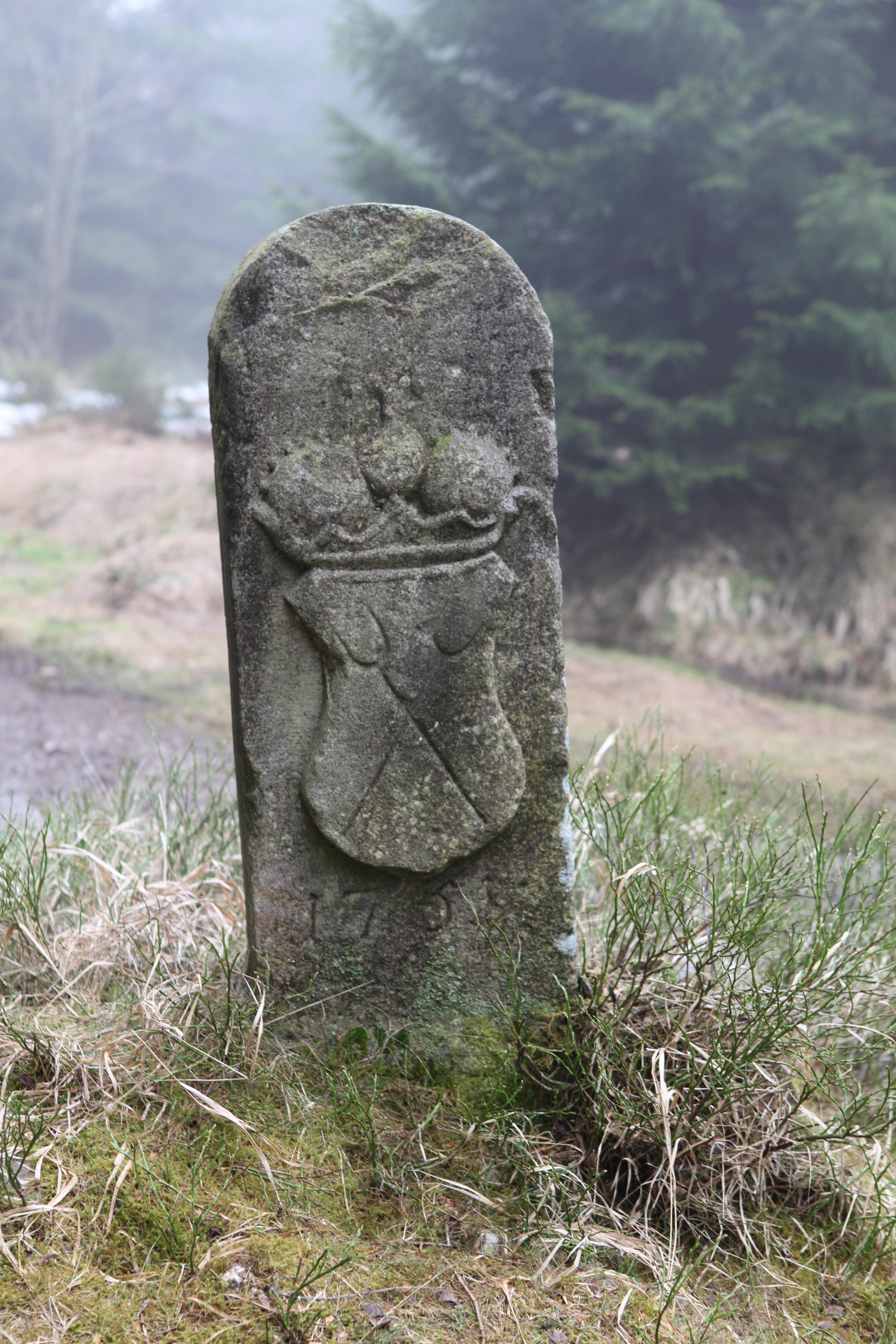
Grenzstein bei Masserberg mit Wappen des Fürstentums Schwarzburg-Rudolstadt

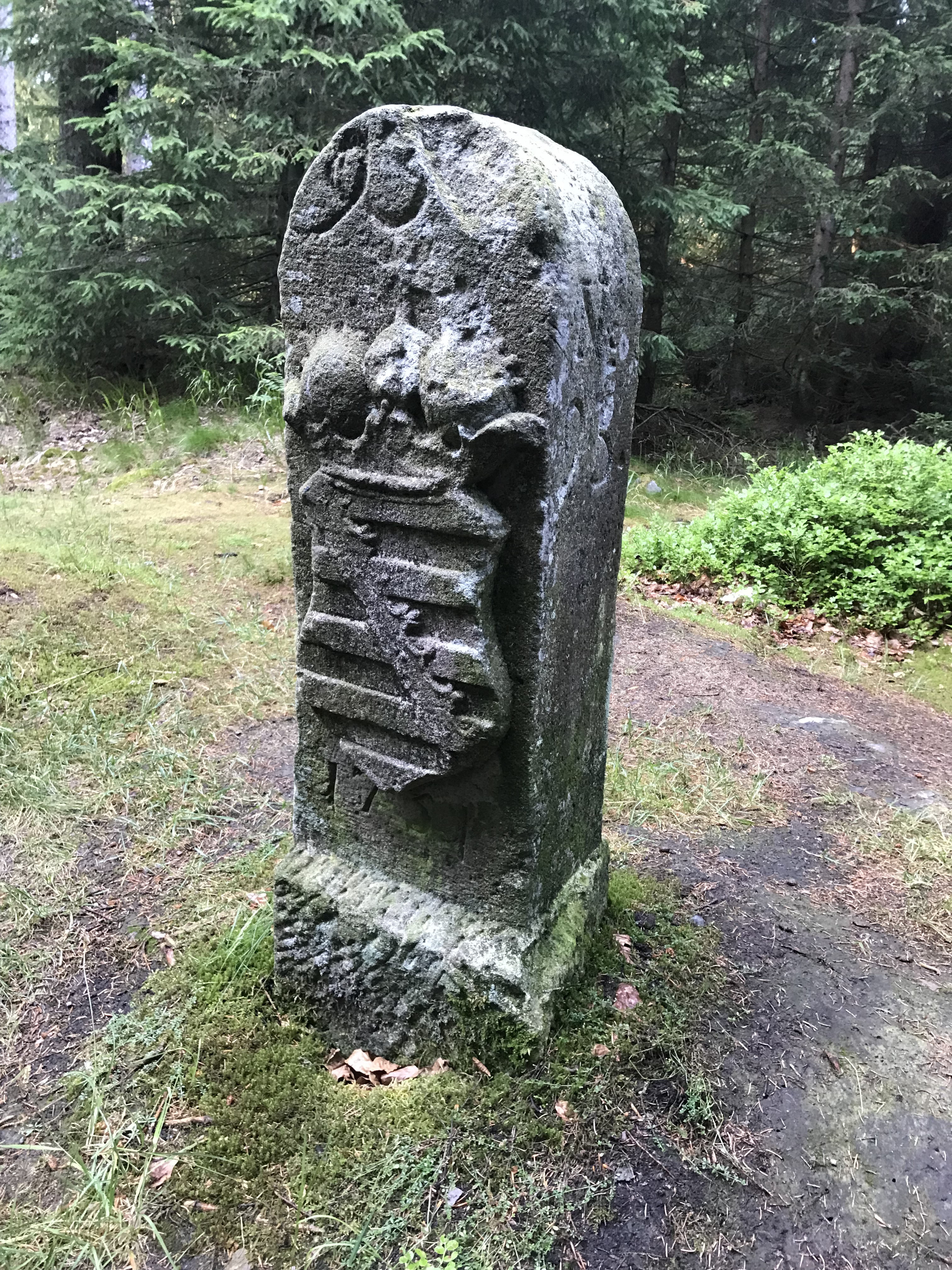
Grenzstein bei Masserberg mit Wappen des Herzogtums Sachsen-Meiningen

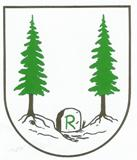
Wappen von Spechtsbrunn am Rennsteig

Der Rennsteig ist ein etwa 170 km langer Kammweg sowie ein historischer Grenzweg im Thüringer Wald, Thüringer Schiefergebirge und Frankenwald. Außerdem ist er der älteste und mit etwa 100.000 Wanderern jährlich der meistbegangene Weitwanderweg Deutschlands. Er beginnt im Eisenacher Ortsteil Hörschel am Ufer der Werra und endet im Rosenthaler Ortsteil Blankenstein an der Selbitzbrücke. Sein Wegzeichen ist ein weißes R.

## Geschichte

### Ersterwähnung und Namensdeutung
Seine erste Erwähnung fand der Rennsteig als Rynnestig in einer am 10. August 1330 in Schmalkalden ausgefertigten Urkunde über den Verkauf von Lehen der Reichsabtei Hersfeld durch Ludwig und Sibodo von Frankenstein bei der Beschreibung des Verlaufes des Hersfelder Wildbanns. Etymologen sind sich über die Bedeutung des Namens nicht schlüssig. Er lässt sich auf die Jägersprache Rain im Sinne von Grenze zurückführen. Im Althochdeutschen ist der renniweg im Gegensatz zu befahrbaren Heerstraßen ein schmaler Lauf- oder Reitweg.
In der Bergfreiheit für Goldlauter von 1546 ist dann vom Rensteig die Rede. Andere Quellen benannten ihn als Renstieg.
Neben dem bekannten Rennsteig gab es im gesamtdeutschen Raum etwa 250 weitere Rennsteige und Rennwege. Sie waren teilweise älter und teilweise jünger als der des Thüringer Waldes. Die Deutung als reiner Grenzweg lässt sich damit teilweise widerlegen.

### Mittelalter
Im Mittelalter markierte der Rennsteig die Grenze des Herzogtums Franken zur Landgrafschaft Thüringen. Er grenzt deutlich die fränkischen Gebiete Südthüringens vom überwiegend thüringisch-obersächsisch geprägten Thüringen ab.

### Neuzeit und Entwicklung als Wanderweg
Im Jahre 1829 unternahm der Topograf Julius von Plänckner die erste Rennsteigwanderung von Blankenstein nach Hörschel, nachdem er die beiden Orte auf Grund der Topografie als Beginn und Endpunkt des Rennsteiges ermittelt hatte. Er kartografierte den Weg, seine Beschreibung fand 1832 zusammen mit der Erstveröffentlichung einer Rennsteigkarte Eingang in das Taschenbuch für Reisende durch den Thüringerwald und begründete die touristische Nutzung des Rennsteigs.
Der Rennsteigverein veranstaltete von 1897 bis 1942 jährlich um die Pfingstzeit die große „Runst“, eine Rennsteigwanderung. Die Rennsteigwanderung wurde in sechs Etappen bestritten. Nach diesen Etappen orientieren sich die meisten heutigen Wegbeschreibungen.
Während der deutschen Teilung war der Rennsteig nicht durchgehend begehbar, da er insgesamt sechsmal die damalige innerdeutsche Grenze überschritt. In dieser Zeit begann er offiziell am Vachaer Stein, einem Pass kurz vor der Hohen Sonne, und endete in Neuhaus am Rennweg. Hörschel war seit 1952 aufgrund der unmittelbaren Nähe zur Grenze Sperrgebiet, ebenso führt der Weg östlich von Neuhaus durch ehemaliges Sperrgebiet. In Oberhof bestand in der Zeit der DDR ein (später abgerissenes) Hotel in Form eines Grenzsteines.
Nach mehr als 40 Jahren der Trennung wurde der Rennsteig anlässlich der ersten deutsch-deutschen Rennsteigwanderung von Brennersgrün nach Spechtsbrunn am 28. April 1990 wieder offiziell eröffnet und ist wieder durchgehend begehbar. Dorothee Wilms, die damalige Bundesministerin für innerdeutsche Beziehungen, und Sybille Reider, die Ministerin für Handel und Tourismus der DDR, durchschritten symbolisch an der Schildwiese bei Spechtsbrunn das Grenzband. Ein Gedenkstein „Frei ist der Kammweg“ und verschiedene Informationstafeln erinnern an die Geschichte und das Ereignis.
Der Ausbaugrad des Weges spiegelt seine Geschichte noch immer wider: Während der westliche Teil bis Neuhaus über eine hohe Dichte an Schutzhütten und Rastgelegenheiten sowie eine dichte Ausschilderung verfügt, hat der Abschnitt in Franken nur wenig dieser Infrastruktur zu bieten. Zudem führt ein beträchtlicher Teil des östlichen (oberfränkischen) Abschnitts noch immer an zum Teil stark befahrenen Straßen entlang.
In Thüringen wurde der Rennsteig am 23. September 1997 als Kulturdenkmal in das Denkmalbuch des Freistaates Thüringen eingetragen. Im September 2006 erfolgte eine Korrektur aus denkmalrechtlichen Gründen. Seitdem ist der Höhenweg nicht als Denkmalensemble, sondern als Einzelkulturdenkmal im Sinne einer Sachgesamtheit ausgewiesen. Der Denkmalschutz bezieht sich auf den historischen Verlauf des Rennsteigs sowie seine Sachteile Grenzsteine, Wegweiser, Gedenksteine und Schrifttafeln sowie Wegkreuzungen, Pässe und Raststätten.

### Rennsteigsteine
Entlang des Rennsteigs stehen etwa 1300 historische Grenzsteine. Seit dem 16. Jahrhundert wurde der Rennsteig, der überwiegend ein Grenzweg war, mit diesen politischen Hoheitszeichen markiert. Besonders bemerkenswert sind die 13 Dreiherrensteine, von denen jedoch nur zehn direkt am Rennsteig liegen. Im Volksmund entstand für diese Grenzsteine die Bezeichnung Rennsteigstein. Die noch vorhandenen Grenzsteine stammen überwiegend aus dem 18. Jahrhundert.
Außer Grenzsteinen stehen am Rennsteig auch Forststeine sowie Steinkreuze und Gedenksteine.

„Ein deutscher Bergpfad ist’s! Die Städte flieht er und birgt im Dickicht seinen scheuen Lauf.“

„Zur Juni-Zeit etwa, wenn aus den Schluchten der bewaldeten Höhen, die das Thüringer Becken durchziehen, die schweren Düfte des Jasmins, des Faulbaums quollen, waren es köstliche Wandertage, hier durch das von Industrie fast freie, mild-begünstigte, fruchtbare Land mit seinen freundlichen Haufendörfern aus Fachwerkbauten; und kam man dann aus der Gegend des Ackerbaus in die der vorwiegenden Viehzucht und verfolgte den sagenumwobenen Höhenpfad des mit Fichten und Buchen bestandenen Kammgebirges, den ›Rennsteig‹, der mit seinen Tiefblicken ins Werratal sich vom Frankenwald gegen Eisenach, die Hörselstadt, erstreckt, so wurde es immer schöner, bedeutender, romantischer…“

## Funktionen des Rennsteigs

### Wander- und Radweg
Der Rennsteig war bis Ende 2010 ein vom Deutschen Wanderverband ausgezeichneter Qualitätswanderweg. Er wurde um 1890 von August Trinius für die Wanderbewegung entdeckt und vor allem durch die Publikationen des 1896 gegründeten Rennsteigvereins weit über die Grenzen Thüringens und Frankens bekannt. Der Rennsteig-Radwanderweg wurde am 19. Juni 2000 eröffnet. Er ist überwiegend mit einer wassergebundenen Decke versehen, teilweise wird er auf ruhigen Landstraßenabschnitten geführt. Mitunter weicht er vom historischen Rennsteig ab, so werden starke Steigungen vermieden. Er ist 30 km länger als der Wanderweg. Im Winter, bei hohem Schnee, sind Skilanglauf oder Wanderungen mit Schneeschuhen möglich und der Rennsteig wird in Teilbereichen als Winterwanderweg gepflegt.

### Sprachgrenze
Als Sprachgrenze trennt der Rennsteig die ostfränkischen Dialekte Hennebergisch, Itzgründisch und Oberfränkisch von den thüringischen Dialekten Zentralthüringisch, Ilmthüringisch und Südostthüringisch, die im Gebirge, auf der Nordseite und östlich des Thüringer Waldes gesprochen werden.

### Wasserscheide
Des Weiteren bildet der Rennsteig die Wasserscheide zwischen den Systemen von Werra/Weser, Saale/Elbe und Main/Rhein. Am Dreistromstein bei Siegmundsburg treffen die Einzugsgebiete aller Flüsse aufeinander.

### Bratwurst
Der Rennsteig gilt als grobe Grenze für eine Zutat der Thüringer Bratwurst und wird deswegen auch Kümmeläquator genannt: Nördlich des Rennsteigs beinhaltet die Bratwurst Kümmel, südlich davon nicht.

## Verlauf
Der Rennsteig verläuft auf der Kammlinie des Thüringer Mittelgebirges von Nordwest nach Südost meist in Höhen von rund 500 bis 970 Metern.
Er beginnt im Eisenacher Stadtteil Hörschel an der Werra (196 m ü. NHN) und endet nach 168,3 km (historische Länge) in Blankenstein an der Saale (414 m ü. NHN). Im Jahr 2003 wurde der Rennsteig durch das Thüringer Landesamt für Vermessung und Geoinformation neu vermessen; dabei wurde eine Gesamtlänge von 169,29 km ermittelt. Der Rennsteig überquert die ehemalige innerdeutsche Grenze insgesamt sechsmal.
Die Markierung ist durchweg sehr gut, meist ein weißes R, das Mareile genannt wird. Seit 2008 wurden auf Wunsch von Wandervereinen sechs lokale Alternativrouten ausgeschildert, die die Hauptverkehrsstraßen vermeiden oder reizvolle Aussichtspunkte anbinden. Diese Varianten sind insgesamt etwa 22 Kilometer lang und wurden mit einem blauen R gekennzeichnet. Entlang des Rennsteiges gibt es zahlreiche Rastplätze und circa alle 5 bis 10 Kilometer kleine offene Unterstandshütten. Zur medizinischen Versorgung wurden Stützpunkte der Thüringer Bergwacht eingerichtet.
Der Bachlauf der Spitter überquert im Bereich des Naturschutzgebietes Ebertswiese, auf 700 Meter Höhe, als einziges fließendes Gewässer im mittleren Teil des Rennsteigs den Verlauf des Höhenweges, um dann den nahe gelegenen Spitterfall zu speisen. Ein zweiter, den Rennsteig querender Bachlauf befindet sich mit der Dober im südöstlichen, schon zum Frankenwald gerechneten Teil direkt an der thüringisch-bayerischen Grenze westlich von Brennersgrün, einem Ortsteil der Stadt Lehesten.
Quer zum Rennsteig verlaufen vier Tunnel: Zum einen der nach ihm benannte Rennsteigtunnel, mit seinen 7916 und 7878 Metern (zwei Röhren) der längste Straßentunnel Deutschlands. Dabei handelt es sich um den im Jahr 2003 eröffneten Autobahntunnel der A71. Der zweite ist der 3039 Meter lange Brandleitetunnel, der 1884 eröffnet wurde und die Bahnstrecke Erfurt–Schweinfurt unter dem Thüringer Wald hindurchführt. Beide Tunnel kreuzen sich mit einem vertikalen Abstand von nur sieben Metern. Der dritte ist der 549 Meter lange Förthaer Tunnel der Werrabahn. Der vierte ist der 8314 Meter lange Tunnel Bleßberg der Bahnstrecke Nürnberg–Erfurt.
Die traditionellen sechs Etappen gestalten sich wie folgt:
- Hörschel – Großer Inselsberg (32,8 km)
- Großer Inselsberg – Oberhof (30,8 km)
- Oberhof – Kahlert (27,0 km)
- Kahlert – Limbach (19,7 km)
- Limbach – Steinbach am Wald (30,0 km)
- Steinbach am Wald – Blankenstein (28,0 km)

### Landkreise am Rennsteig
Der Rennsteig berührt die Stadt Eisenach, den Wartburgkreis, die Kreise Gotha, Schmalkalden-Meiningen, die Stadt Suhl, den Ilm-Kreis, die Kreise Hildburghausen, Saalfeld-Rudolstadt, Sonneberg, Kronach und den Saale-Orla-Kreis.

### Orte am Rennsteig
Von Nordwest nach Südost: Hörschel, Clausberg, Wolfsburg-Unkeroda, Ruhla, Steinbach, Brotterode, Bad Tabarz, Floh-Seligenthal, Tambach-Dietharz, Oberhof, Suhl-Goldlauter, Schmiedefeld am Rennsteig, Stützerbach, Allzunah, Frauenwald, Neustadt am Rennsteig, Masserberg, Friedrichshöhe, Siegmundsburg, Scheibe-Alsbach, Steinheid, Neuhaus am Rennweg, Ernstthal, Spechtsbrunn, Tettau, Steinbach am Wald, Lauenhain, Lehesten, Grumbach, Schlegel, Blankenstein

### Zahlen der Neuvermessung 2003
Die Auswertung der Messergebnisse aus dem Jahr 2003 ergab eine Länge von 169,294 km. Trotzdem wird weiterhin die historische Zahl 168,3 km als Längenangabe verwendet. Insgesamt verlaufen 121,457 km auf dem Originalrennsteig, während 47,837 km verändert verlaufen.
Auch die verschiedenen Wegetypen wurden wie folgt ermittelt:
| Wegezustand              | Länge      | Prozent  |
| ------------------------ | ---------- | -------- |
| Asphalt                  | 013,312 km | 007,86 % |
| Pflaster                 | 001,605 km | 000,95 % |
| Beton                    | 000,050 km | 000,03 % |
| Mineralischer Untergrund | 130,078 km | 076,84 % |
| Bohlen oder Brücken      | 000,176 km | 000,10 % |
| Hackstreu                | 004,238 km | 002,50 % |
| Unbefestigt              | 009,835 km | 011,72 % |
| Gesamt                   | 169,294 km | 100,00 % |

Der Rennsteig verläuft auf 14,761 km durch Bayern. Der maßtechnische Mittelpunkt befindet sich ungefähr am Großen Dreiherrenstein bei Neustadt am Rennsteig.

## Angebundene Wege

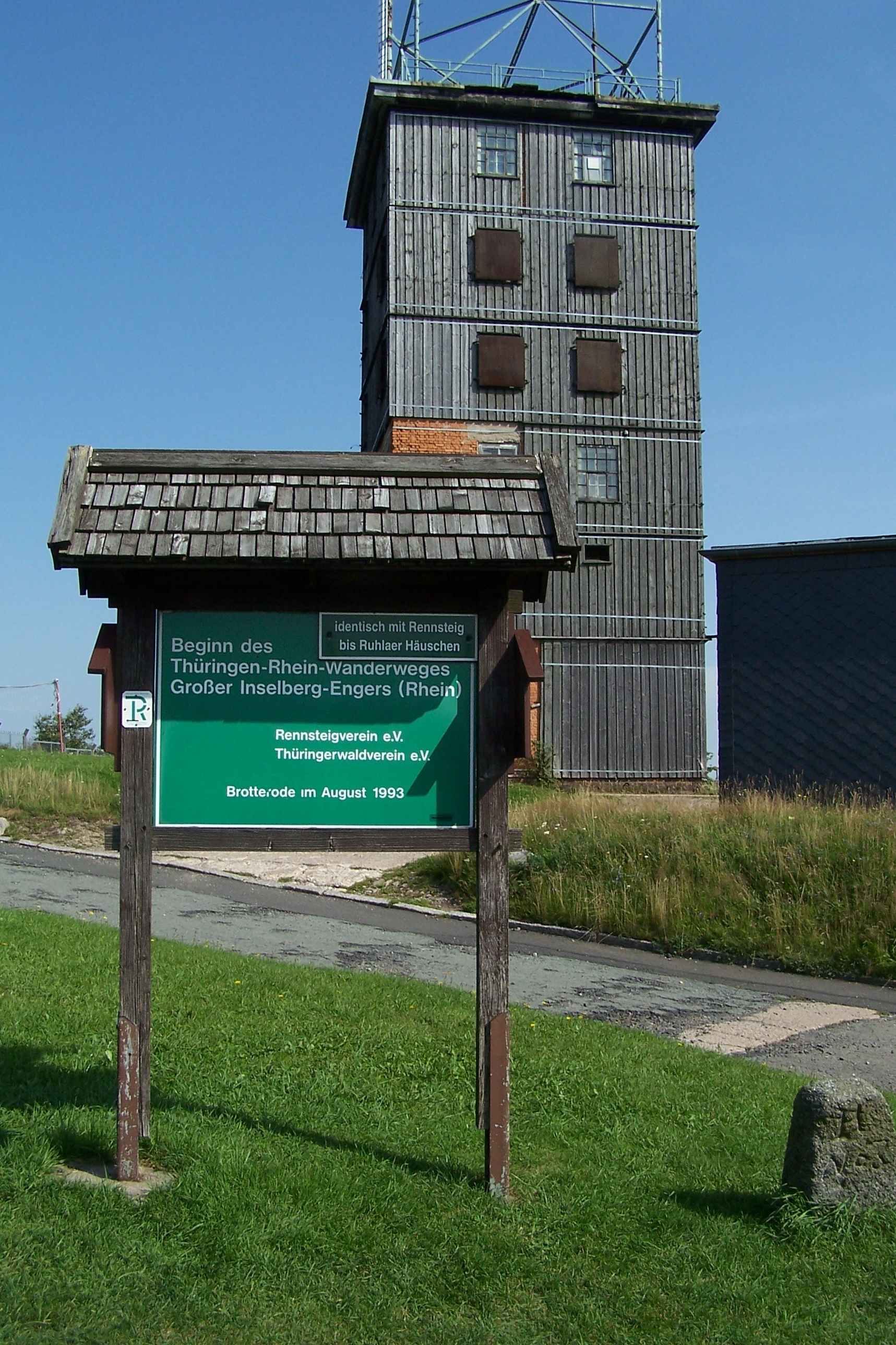
Beginn des Thüringen-Rhein-Fernwanderweges auf dem Großen Inselsberg

Vom Rennsteig gehen weitere Regional- und Fernwanderwege aus oder teilen sich einen Abschnitt mit dem Rennsteig:
- Am Endpunkt in Hörschel beginnt bzw. endet der Fernwanderweg Harz – Eichsfeld – Thüringer Wald (HET), der nach Thale führt.
- Am Endpunkt in Blankenstein beginnt bzw. endet der Kammweg Erzgebirge–Vogtland, der zum Geisingberg im Osterzgebirge führt.
- Von der Hohen Sonne bei Eisenach bis Neuhaus am Rennweg verlaufen der mit dem blauen Andreaskreuz markierte Fernwanderweg Zittau–Wernigerode und der Internationale Bergwanderweg der Freundschaft Eisenach–Budapest über den Rennsteig.
- Vom Großen Inselsberg führt der seit 1936 bestehende und 1993 wiedereröffnete, 324 km lange Thüringen-Rhein-Wanderweg über Oberellen, Bad Hersfeld, Alsfeld, Homberg (Ohm), Staufenberg, Herborn, Westerburg, Höhr-Grenzhausen bis zum Schloss Engers (Neuwied/Rhein).
- Am Dreiherrenstein beginnt bzw. endet der Breitunger Rennsteig.
- Nahe dem Triniusblick bei Ruhla beginnt bzw. endet der Sallmannshäuser Rennsteig.
- Von der Schmücke nach Norden führt die historische Salzmannstraße.
- Der Pilgerweg Via Porta nutzt den mittleren und östlichen Teil des Rennsteigs.

## Trivia
- Seit 1973 wird auf dem Rennsteig der GutsMuths-Rennsteiglauf, ein Volkslauf, veranstaltet. Mit mehr als 14.000 teilnehmenden Läufern und Wanderern gilt er als größter Landschaftslauf Europas.
- Das Rennsteiglied ist ein Volkslied, das die Heimatverbundenheit in Thüringen ausdrückt. Der Text stammt von Karl Müller, die Musik von Herbert Roth.
- Die Rennsteigbahn (s. a. Bahnhof Rennsteig) ist eine Nebenstrecke. Hier verkehren seit 2014 am Wochenende Züge der Linie RB 46 der Relation Erfurt–Rennsteig.
- Der traditionelle Gruß unter Rennsteigwanderern lautet seit über 100 Jahren „Gut Runst!“ Das Substantiv Runst ist von rennen abgeleitet.[11]
- In der Sage zum Rennsteig heißt es: Der wahre Wanderfreund nimmt vom Ursprung des Rennsteigs einen Stein aus der Werra, trägt ihn bis zum Ende an der Saale in seiner Tasche und wirft ihn dort wieder ins Wasser.
- In ungeraden Jahren soll der Rennsteig südostwärts von Hörschel nach Blankenstein, in geraden in entgegengesetzter Richtung erwandert werden.[11]
- Seit 1995 findet am Rennsteig die Trans Thüringia statt, das längste Hundeschlittenrennen in Mitteleuropa.